# Ford Transit Connect
Ford Transit Connect – samochód dostawczo-osobowy typu kombivan klasy kompaktowej produkowany pod amerykańską marką Ford od 2002 roku. Od 2022 roku produkowana jest trzecia generacja modelu.

## Pierwsza generacja

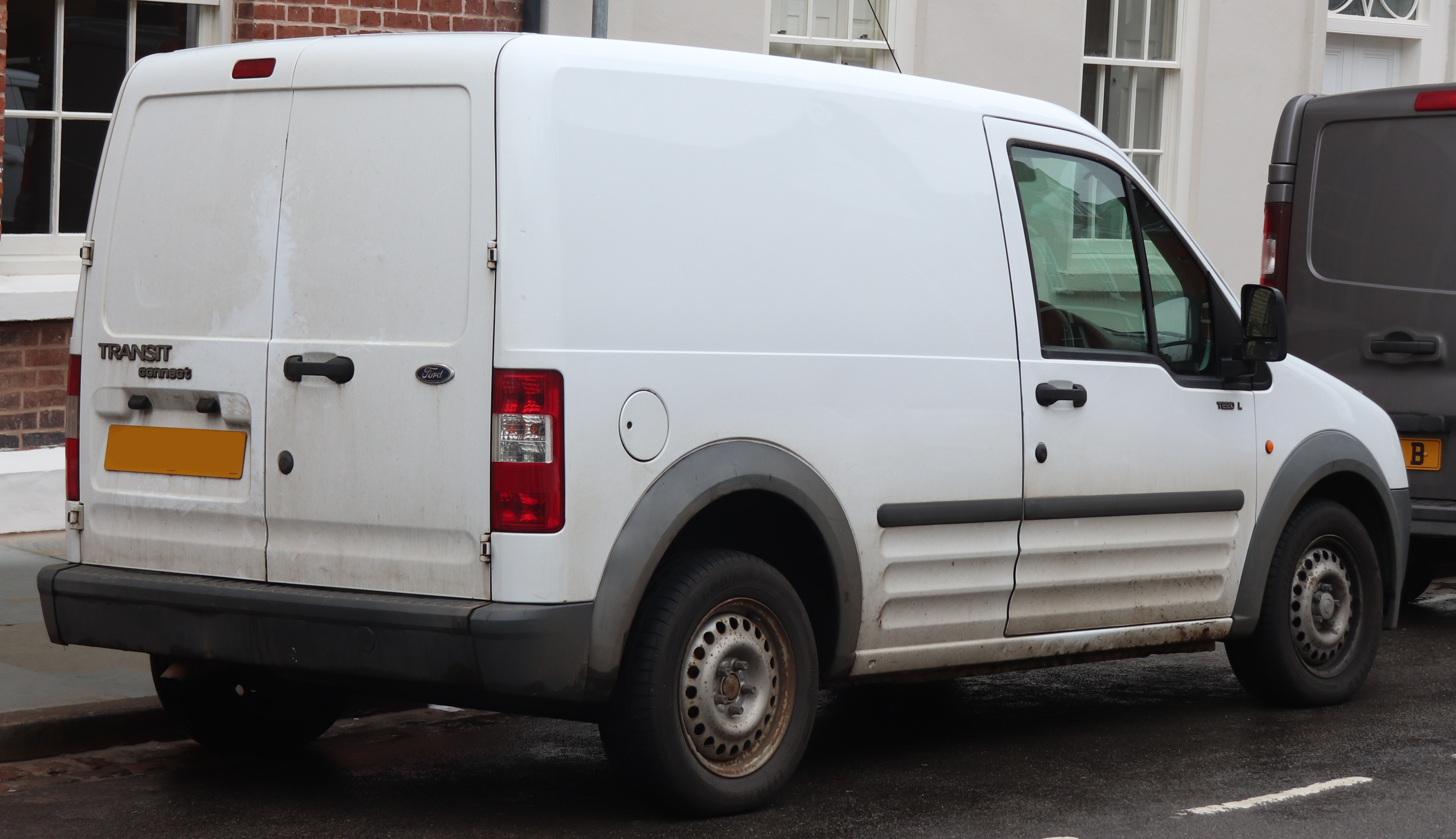
Ford Transit Connect I - tył

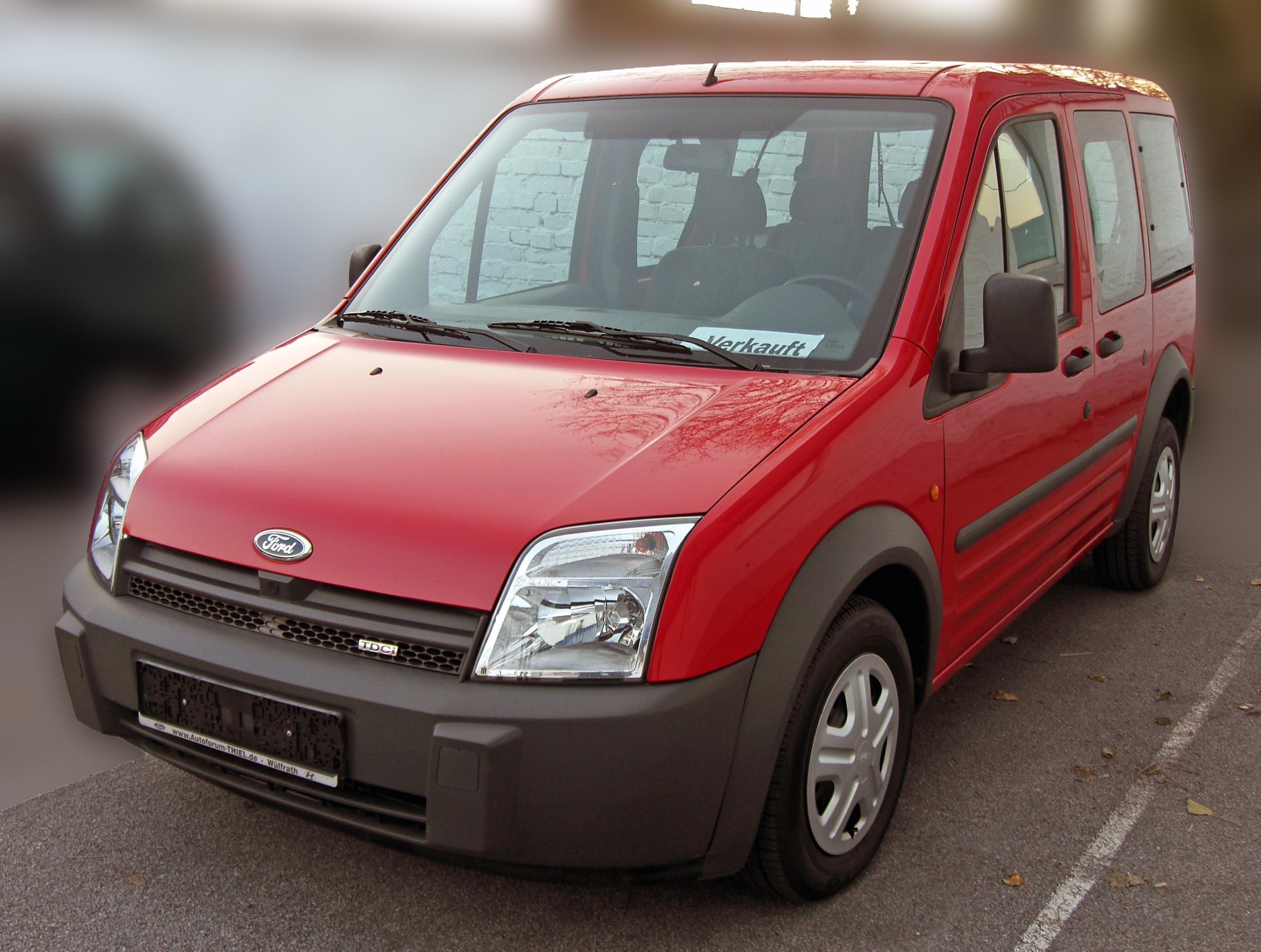
Ford Tourneo Connect I

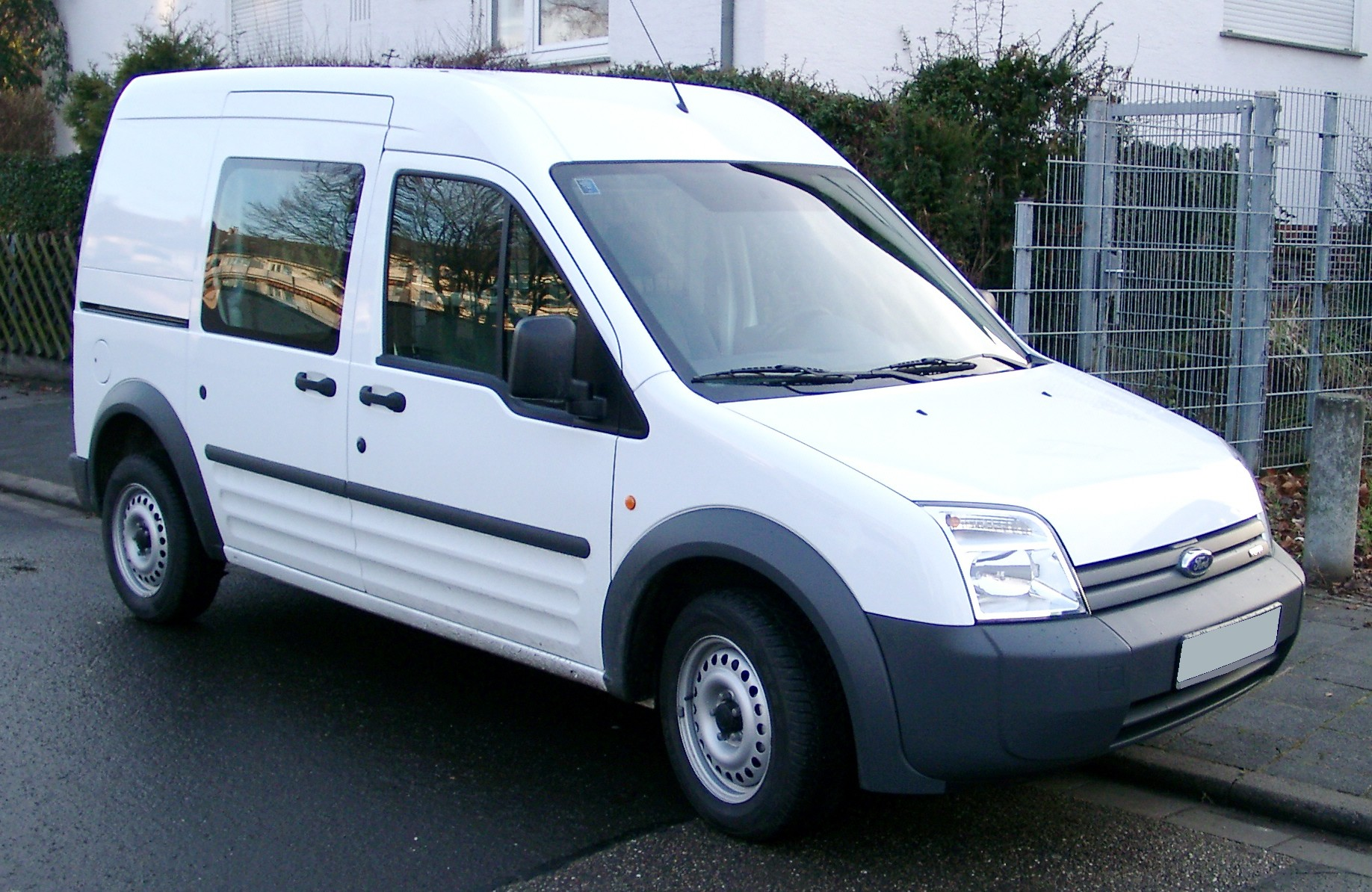
Ford Transit Connect I po liftingu

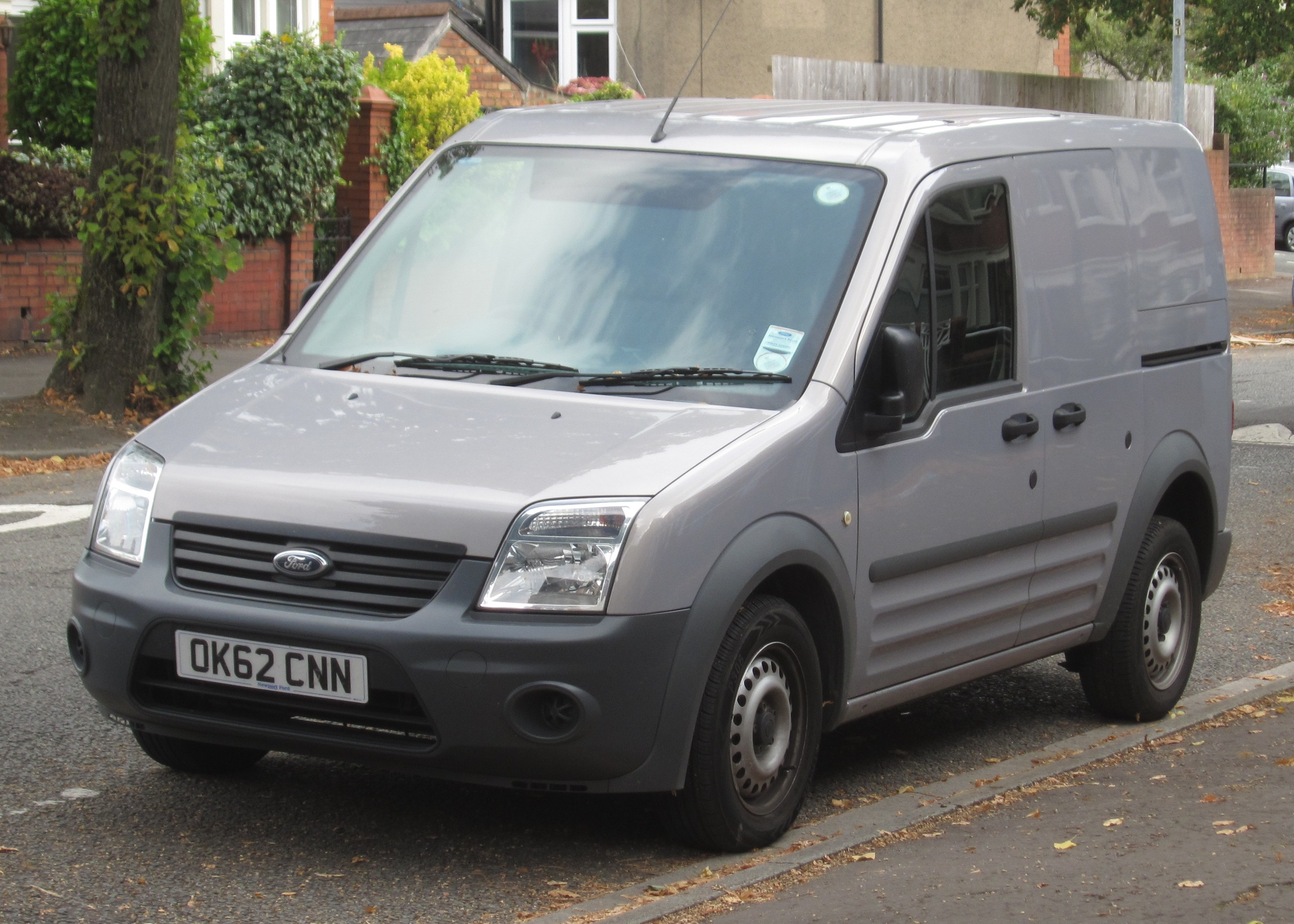
Ford Transit Connect I po drugim liftingu

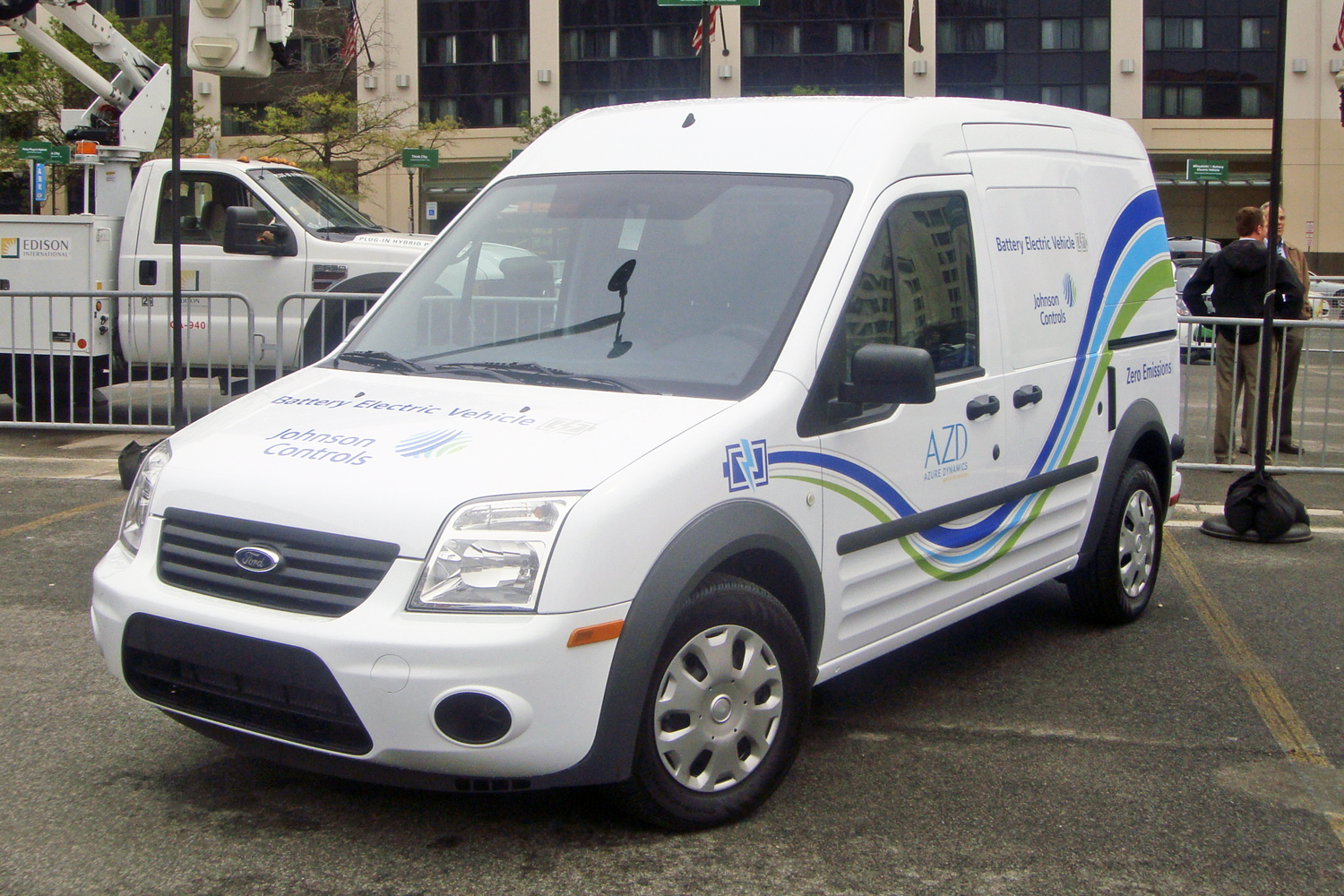
Ford Transit Connect Electric

Ford Transit Connect I został zaprezentowany po raz pierwszy w 2002 roku.  
Na początku XXI wieku Ford rozpoczął prace konstrukcyjne nad nowym samochodem dostawczym, mającym docelowo zastąpić przestarzałe konstrukcje oparte na osobowych modelach Fiesta i Escort. Ich efektem był kompaktowy samochód dostawczy Transit Connect, który opracowany został na platformie Ford C170 współdzieloną z modelem Focus.
Podobnie jak konkurencyjne modele typu Fiat Doblò, Peugeot Partner czy Renault Kangoo, Ford Transit Connect zyskał obszerny przedział transportowo-osobowy i foremne nadwozie o kanciastych kształtach. Charakterystycznymi elementami stały się zadarte ku górze reflektory, a także wytłoczenia na bocznych drzwiach.

### Tourneo Connect
Równolegle z odmianą dostawczą w postaci furgona, na bazie samochodu został zbudowany wariant osobowy o nazwie Ford Tourneo Connect. Samochód zyskał przeszkloną powierzchnię nadwozia ze skrzydłową lub jednoczęściową klapą bagażnika, podobnie jak dostawczy Transit Connect posiadając stabilizatory zapobiegające przechyłom nadwozia i szeroki zakres personalizacji wyposażenia standardowego.

### Transit Connect Electric
W 2010 roku ofertę poszerzył wariant elektryczny oparty na modelu dostawczym o nazwie Ford Transit Connect Electric. Wyposażono go w układ napędowy pozwalający przejechać na jednym ładowaniu do 120 kilometrów i rozwijając moc 75 KM przy prędkości maksymalnej 120 km/h. Konwersji na układ elektryczny dokonywało w latach 2010–2012 amerykańskie przedsiębiorstwo Azure Dynamics, aż do momentu bankructwa.

### Restylizacje
Pierwszą restylizację Ford Transit Connect pierwszej generacji przeszedł w październiku 2006 roku, obejmując kosmetyczny zakres. Samochód zyskał przeprojektowany zderzak przedni z większą ilością paneli w kolorze nadwozia, a także przemodelowaną atrapę chłodnicy z przeniesioną na nią logo firmowym.
Drugą, znacznie obszerniejszą modernizację przeprowadzono w połowie 2009 roku. Wprowadzono przemodelowane zderzaki z nowymi wzorami, znacznie większą atrapę chłodnicy w kształcie trapezu, nowe wkłady lamp tylnych oraz zupełnie nowy projekt deski rozdzielczej. Poza nowym kołem kierownicy, pojawił się także maksywniejszy kokpit z potrójnymi, okrągłymi nawiewami i większą ilością paneli.

### Sprzedaż
Rodzina Transit/Tourneo Connect pierwszej generacji została zbudowana głównie z myślą o rynku europejskim, gdzie jej sprzedaż rozpoczęła się w sierpniu 2002 roku. W przeciwieństwie do dotychczasowych modeli Courier i Express, produkcję zlecono nie brytyjskim zakładom Forda, lecz tureckiemu Ford Otosan w Kocaeli. W Polsce pojazd zadebiutował z dużym opóźnieniem względem rynków zachodnioeuropejskich - tutejszy importer rozpoczął sprzedaż 3 lata później, w czerwcu 2005 roku.
Po drugiej restylizacji podjęto decyzję o poszerzeniu zasięgu rynkowego pierwszej generacji Transita/Tourneo Connecta o nowy, duży rynek zbytu - Amerykę Północną. Sprzedaż rozpoczęła się tam w czerwcu 2009 roku, z czego na bazie wariantu osobowego opracowana została flota charakterystycznych, malowanych na żółto nowojorskich taksówek. 

### Silniki
- R4 1.8l Duratorq
- R4 1.8l Endura
- R4 2.0l Duratec

## Druga generacja

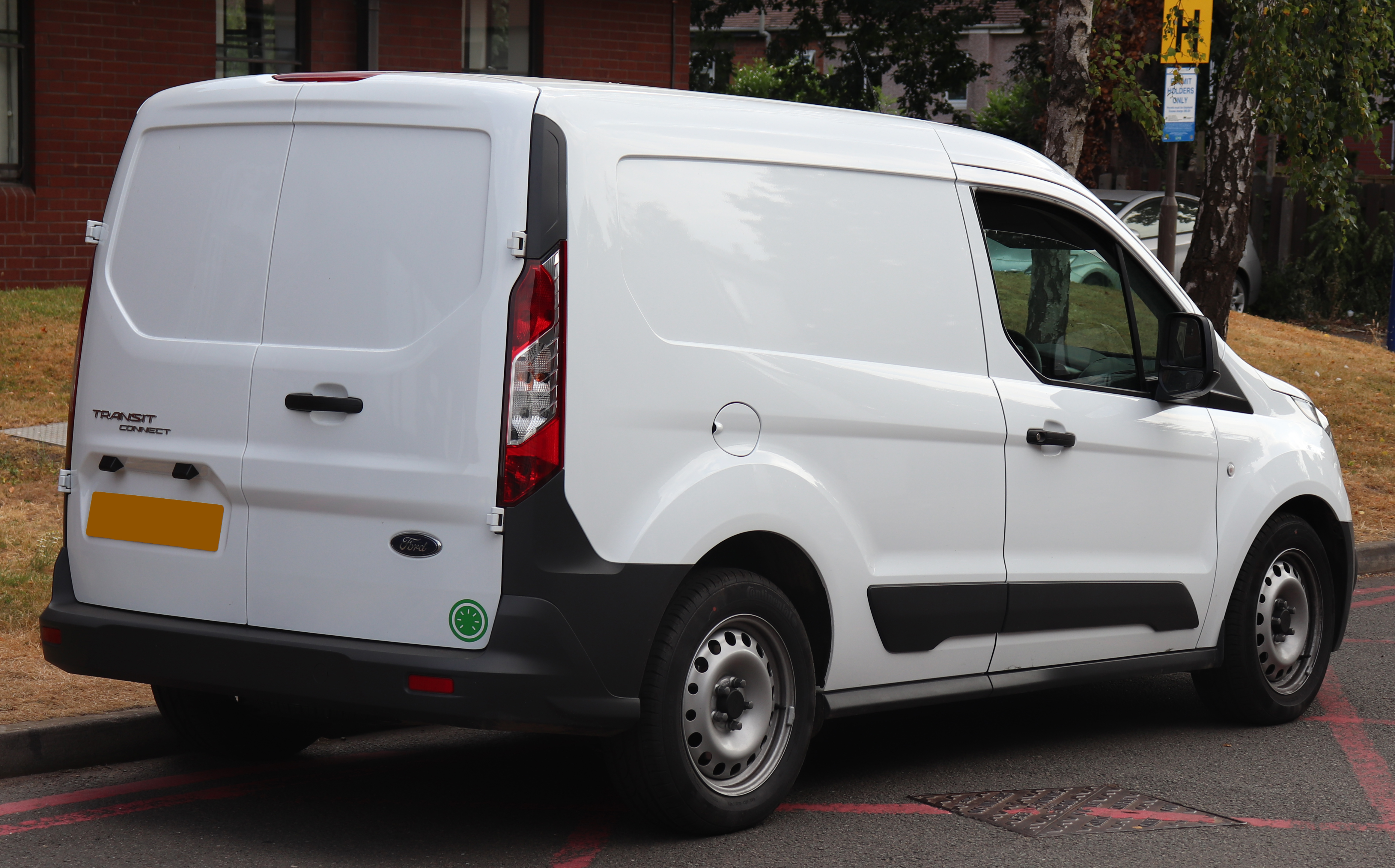
Ford Transit Connect II - tył

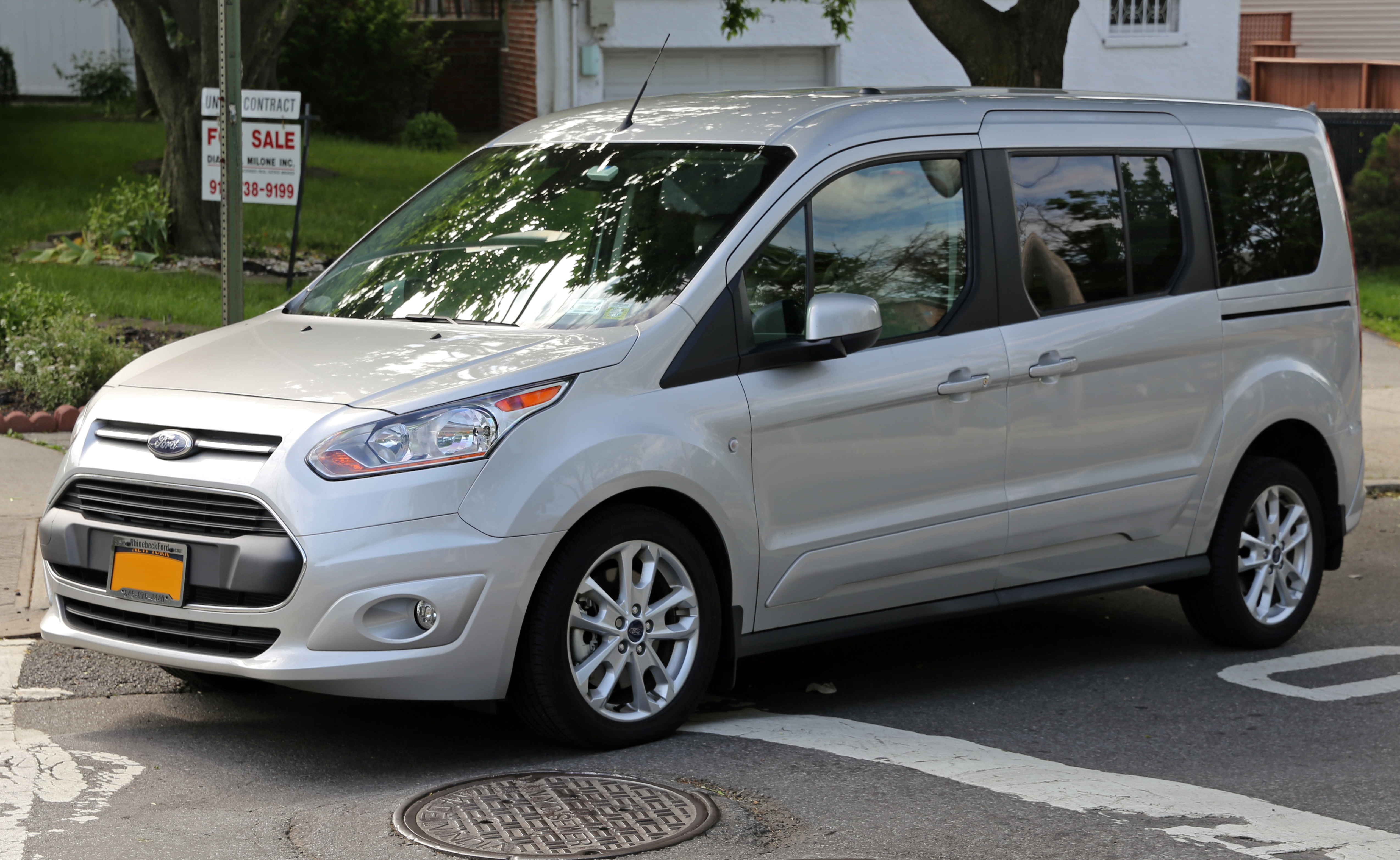
Ford Grand Tourneo Connect II

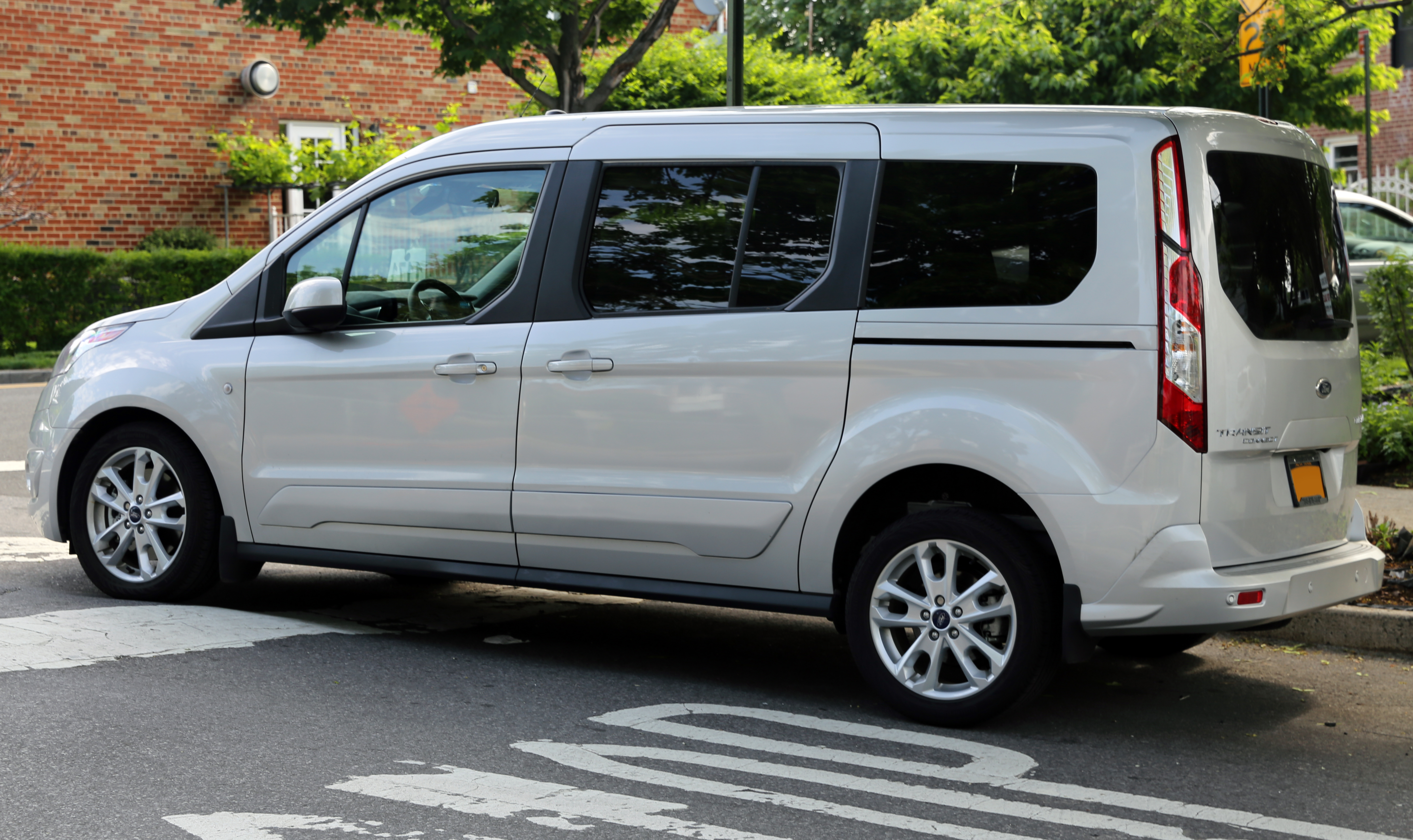
Ford Grand Tourneo Connect II - tył

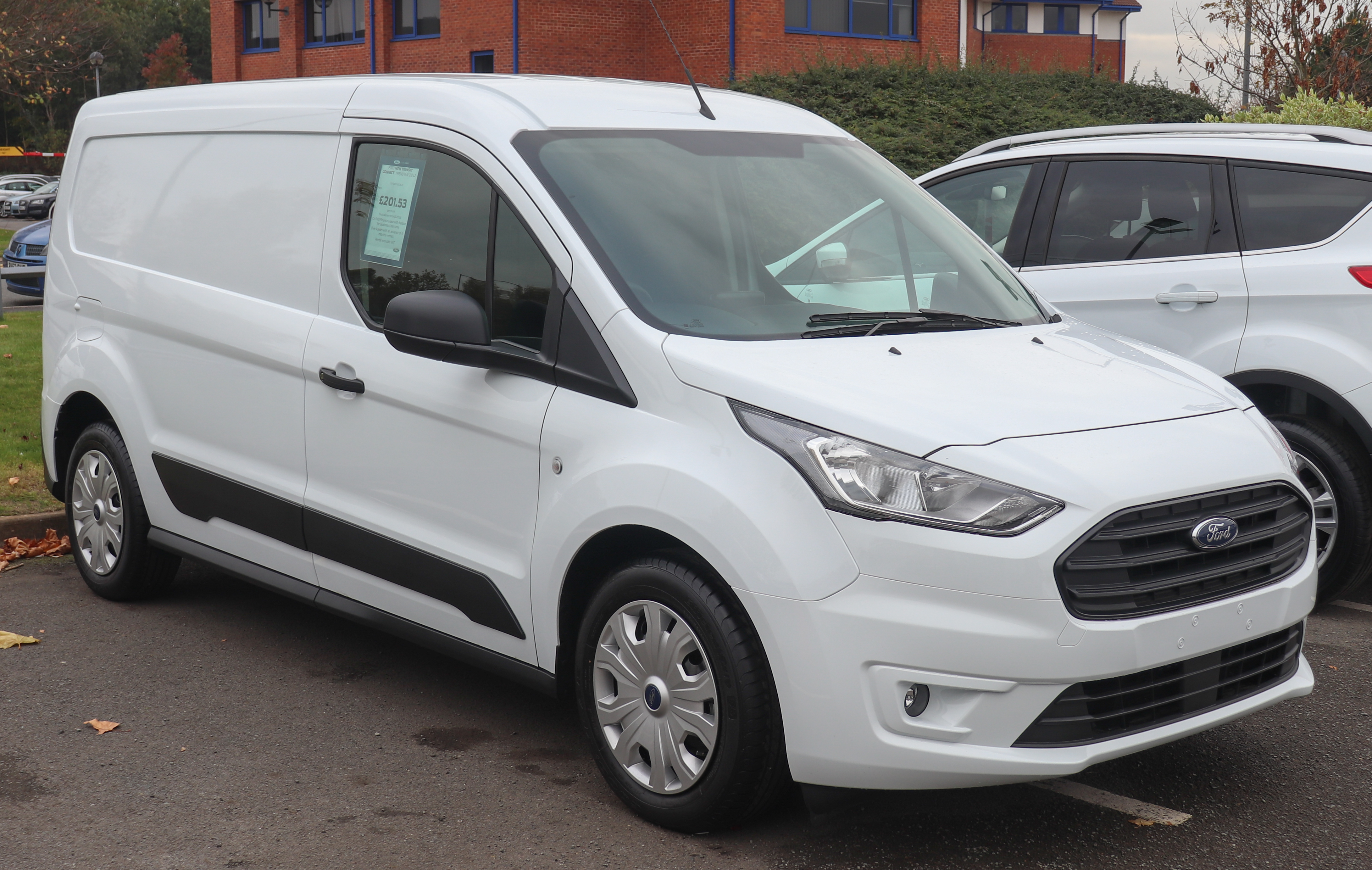
Ford Transit Connect II po liftingu

Ford Tourneo Connect II New York Taxi

Ford Transit Connect II został zaprezentowany po raz pierwszy w 2012 roku.
Druga generacja Transita Connect zadebiutowała dekadę po prezentacji dotychczasowego modelu, powstając od podstaw jako zupełnie nowa konstrukcja oparta tym razem o platformę C1 współdzieloną z nowymi wówczas generacjami modeli Focus czy C-Max. Pod kątem wizualnym samochód utrzymano w tożsamej z gamą modeli osobowych nową generacją języka stylistycznego Kinetic Design, wyróżniając się dużą liczbą strzelistych linii, trapezoidalnym wlotem powietrza, poprowadzoną ku górze linią okien i wyraźnie zarysowanymi przetłoczeniami.
Kokpit został w obszernym zakresie upodobniony do osobowych modeli Forda, z masywnym i rozbudowanym kokpitem z charakterystyczną klawiaturą numeryczną. Pojazd wyposażono także w system łączności SYNC pozwalający na m.in. obsługę interfejsu Bluetooth. Walory użytkowe zapewniły schowki m.in. w desce rozdzielczej.
W styczniu 2014 roku samochód został wyróżniony tytułem Best in Class przyznawanym cyklicznie najbezpieczniejszym pojazdom ubiegłego roku przez Euro NCAP.

### Tourneo Connect
Podobnie jak poprzednik, samochód trafił do sprzedaży także w wariancie osobowym o jeszcze obszerniejszym zakresie personalizacji od poprzednika. Ford Tourneo Connect drugiej generacji trafił do oferty zarówno w odmianie krótszej, pięcioosobowej, jak i wydłużonej Grand charakteryzującej się trzema rzędami siedzeń mogącymi pomieścić do siedmiu pasażerów.

### Tourneo Connect Active
Po 7 latach obecności rynkowej, Ford Tourneo Connect zarówno w odmianie podstawowej jak i wydłużonej Grand w sierpniu 2020 roku trafił do sprzedaży także w stylizowanej na crossovera wariant Active. Zyskała ona plastikowe nakładki na zderzaki i progi, srebrne listwy i relingi dachowe, a także bogatsze wyposażenie standardowe, 17-calowe alufelgi, dedykowane barwy lakieru oraz podwyższony prześwit.

### Lifting
W grudniu 2017 roku przedstawiono model po obszernej modernizacji. W jej ramach pojawił się nowy przedni zderzak z większym, wyżej ulokowanym wlotem powietrza z umieszczonym na nim logo producenta. W środku wprowadzono nowy projekt deski rozdzielczej zgodny z nowym sposobem projektowania kokpitów producenta. W ten sposób zmniejszono liczbę przełączników nawiewom nadano bardziej kanciasty kształt, a pomiędzy nimi ulokowano większy ekran do sterowania systemem multimedialnym. Ponadto, zaktualizowano także listę wyposażenia.

### Sprzedaż
Podobnie jak poprzednik, Ford Transit/Tourneo Connect II powstał jako konstrukcja z myślą o rynkach globalnych. Sprzedaż pojazdu rozpoczęła się znacznie później niż sierpniowa premiera z 2012 roku – w Europie samochód pojawił się w salonach sprzedaży jesienią 2013 roku, z kolei w Ameryce Północnej latem 2014 roku. Za główny zakład produkcyjny tym razem obrano nie Turcję, lecz hiszpańskie zakłady w Almussafes, skąd pojazd eksportowano na rynki globalne.

### Silniki
- R3 1.0l EcoBoost 100 KM
- R4 1.6l EcoBoost 150 KM
- R4 2.5l Duratec
- R4 1.5l TDCi 75 KM
- R4 1.6l TDCi 95 KM

## Trzecia generacja

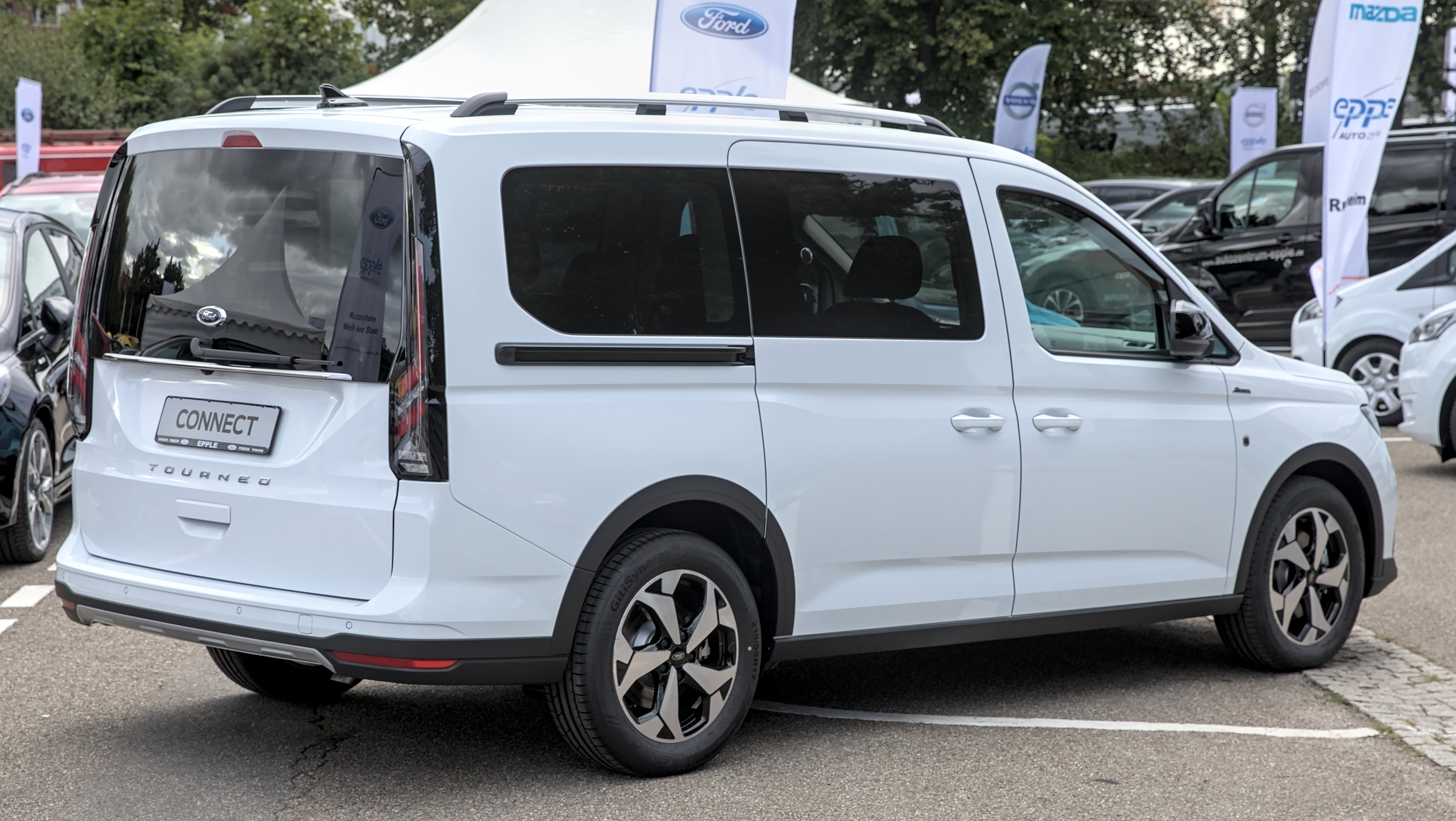
Ford Grand Tourneo Connect III - tył

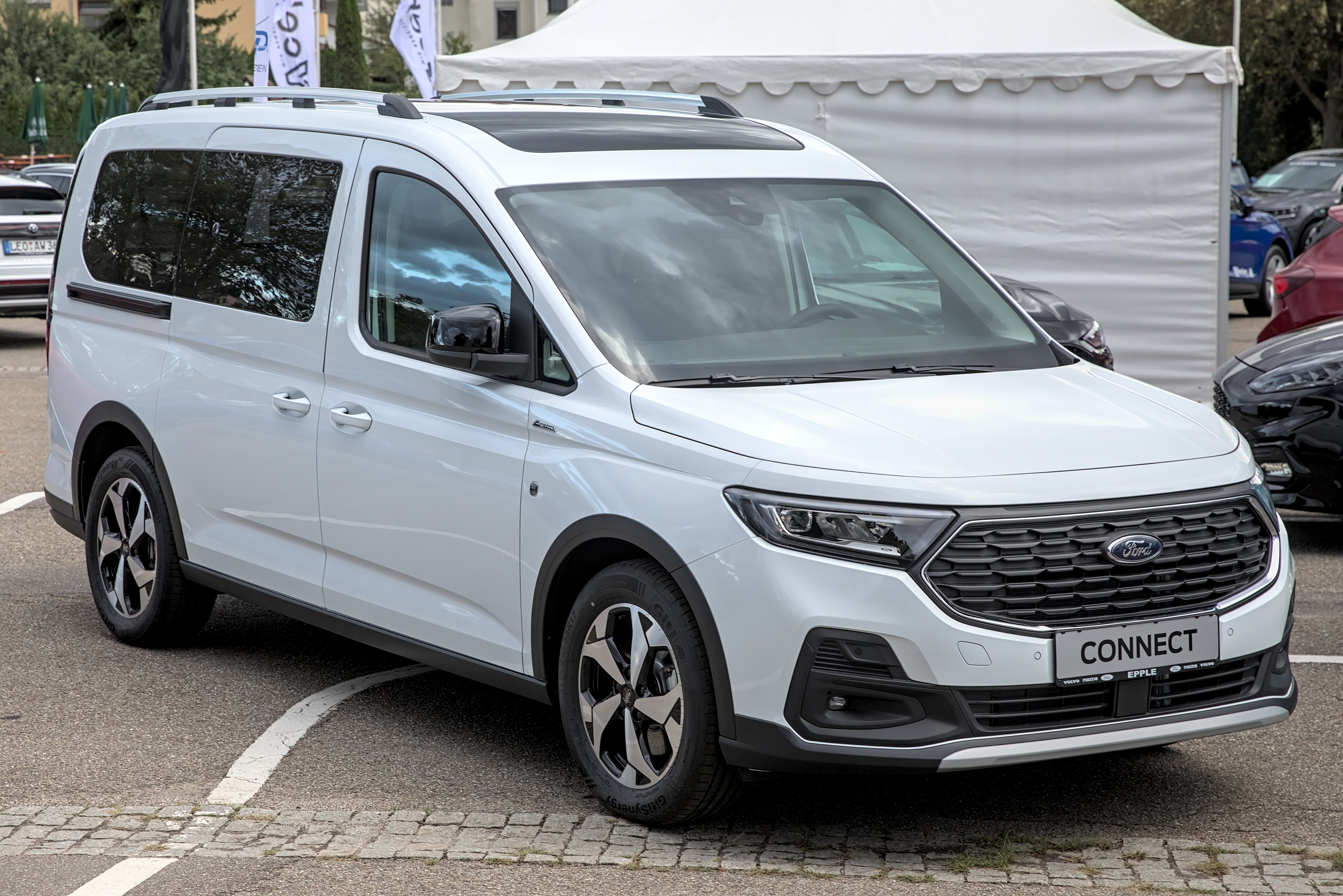
Ford Grand Tourneo Connect III

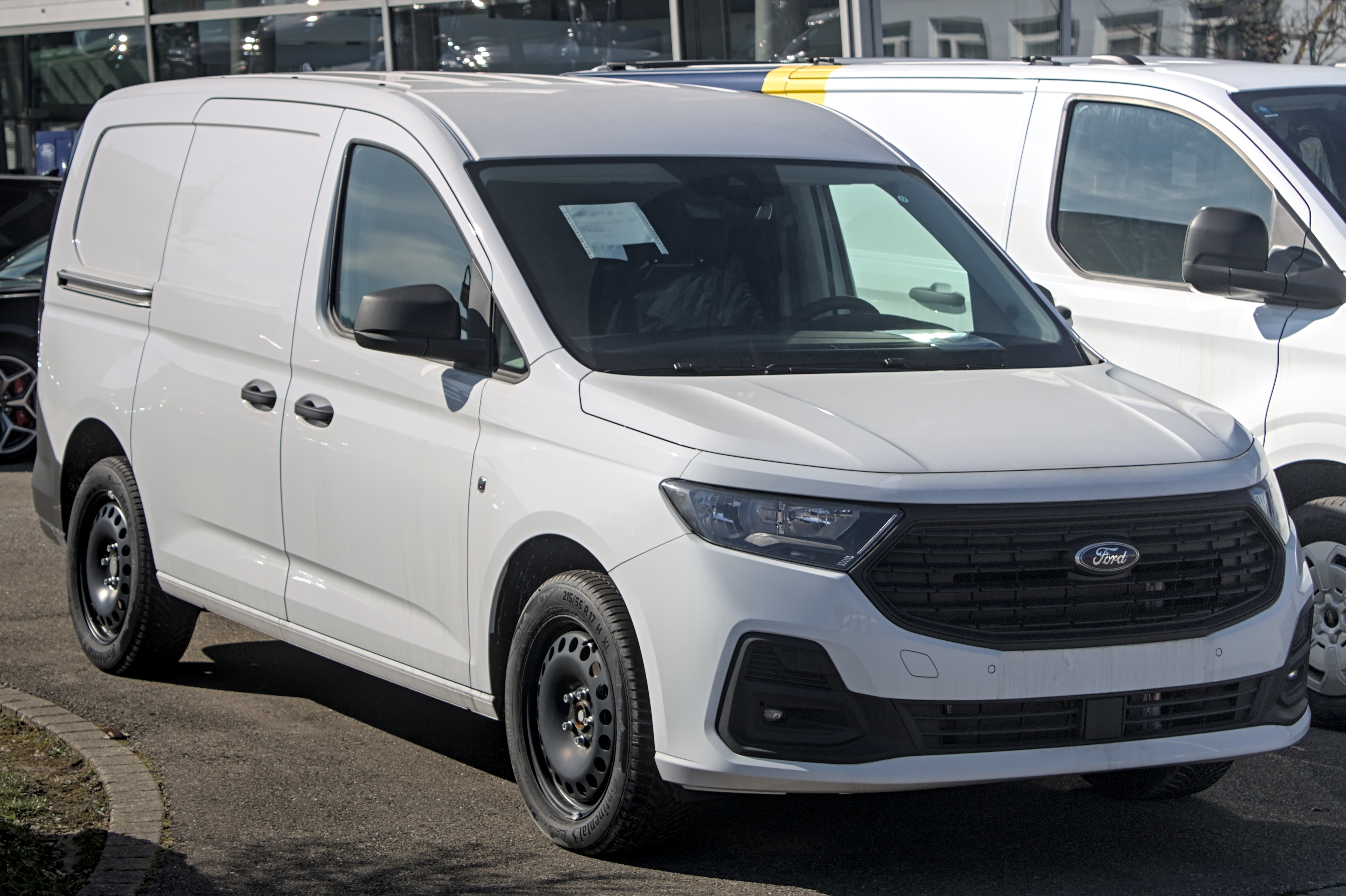
Ford Transit Connect III

Ford Transit Connect został zaprezentowany po raz pierwszy w 2021 roku.
10 czerwca 2020 roku Ford ogłosił zawarcie partnerstwa z Volkswagenem na polu konstruowania wspólnych, bliźniaczych konstrukcji samochodów użytkowych i dostawczych. Na jej mocy, oba koncerny poinformowały, że trzecia generacja Forda Tourneo/Transita Connect zostanie zbudowana na bazie przedstawionej w lutym 2020 czwartej generacji Volkswagena Caddy.
Oficjalny debiut trzeciej generacji kompaktowego modelu osobowo-dostawczego odbyła się 16 miesięcy później. Pod kątem wizualnym różnice skoncentrowały się na pasie przednim, który zyskał niżej osadzone, zaokrąglone reflektory płynnie zespolone z dużym, sześciokątnym wlotem powietrza z umieszczonym na nim logo firmowym. Ponadto w stosunku do modelu Volkswagena model Forda otrzymał przemodelowane wytłoczenie klapy bagażnika i inne wkłady lamp tylnych.
Różnice wizualne objęły także kabinę pasażerską. Forda przemodelował kształt nawiewów, a także wprowadził własny kształt gałki zmiany biegów, wypełnienie kierownicy i wygląd systemu multimedialnego sterowanego z centralnego wyświetlacza dotykowego dedykowanego sterowaniu większości funkcji pojazdu.
Gamę jednostek napędowych ograniczono do dwóch silników konstrukcji Volkswagena, jedynie dla celów marketingowych określanych terminologią Forda: benzynowego 1.5 o mocy 114 KM oraz wysokoprężnego 2.0 w wariantach mocy 102 i 122 KM. Do wyboru klientom oddano zarówno manualną, jak i automatyczną dwusprzegłową skrzynię biegów, z czego oprócz odmiany przednionapędowej możliwy jest wybór także tej z AWD. W marcu 2024 ofertę napędową poszerzył wariant hybrydowy typu plug-in, łączący 1,5 litrowy silnik benzynowy o mocy 148 KM i 350 Nm maksymalnego momentu obrotowego. W trybie czysto elektrycznym samochód uzyskał możliwość do przejechania do 110 kilometrów na jednym ładowaniu baterii.
Choć dotąd to wariant dostawczy debiutował jako główny i tytularny model w linii modelowej Connect, tak w przypadku trzeciej generacji nowy Ford Transit Connect zadebiutował on dopiero 2,5 roku po osobowym odpowiedniku, w styczniu 2024 roku.

### Tourneo Connect
Osobowa odmiana ponownie otrzymała nazwę Ford Tourneo Connect, jednak w przeciwieństwie do poprzedników jej debiutowi rynkowemu nie towarzyszyła równoległa prezentacja wariantu dostawczego i pozostała ona jedyną opcją przez pierwsze 2 lata produkcji. Tourneo nieprzerwanie wyróżniał się przeszklonym nadwoziem z szeroko konfigurowalną kabiną pasażerską. Wzorem drugiej generacji, samochód zaoferowano w dwóch wariantach długości nadwozia, tym razem jednak nie odróżniających się dodatkowym członem nazwy. Ponadto, ofertę znów wzbogaciła stylizowana na crossovera odmiana Active. Ford Tourneo Connect posiada wysokoprężne silniki Ford EcoBlue z turbodoładowaniem (dostępne w wersji o mocy 75, 100 lub 120 KM i współpracują standardowo z manualną 6-biegową skrzynią biegów). Samochód oferowany jest w dwóch wersjach: z klasycznymi dwoma rzędami siedzeń (5-osobowe) lub z dodatkowym trzecim rzędem, które pozwala przewieźć do 7 osób.

### Sprzedaż
Produkcja trzeciej generacji kompaktowego osobowo-dostawczego modelu Forda wyznaczono na początku 2022 roku. W ramach partnerstwa z Volkswagenem, wytwarzanie powierzono niemieckiemu partnerowi w jego zakładach w polskim Poznaniu z myślą o wszystkich rynkach zbytu. Wśród nich znalazła się głównie Europa, a dopiero po prezentacji wariatnu dostawczego w 2024 roku rozpoczęto sprzedaż także na rynku australijskim i nowozelandzkim.

### Silniki
- R4 1.5l EcoBoost 115 KM
- R4 2.0l EcoBlue 110 KM
- R4 2.0l EcoBlue 120 KM